# Parafia Najświętszego Serca Pana Jezusa w Gródku (archidiecezja białostocka)

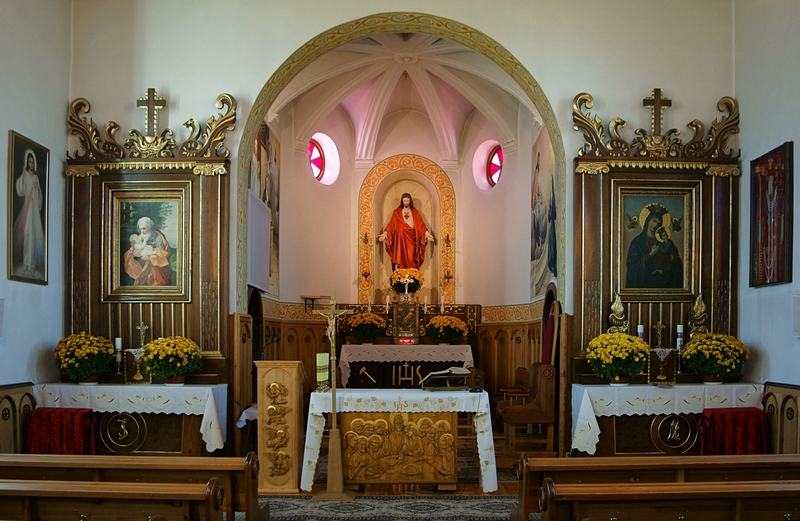
Nawa główna kościoła Najświętszego Serca Pana Jezusa w Gródku

Parafia Najświętszego Serca Pana Jezusa w Gródku – rzymskokatolicka parafia należąca do dekanatu Białystok – Dojlidy, archidiecezji białostockiej, metropolii białostockiej.

## Historia
Erygowana po II wojnie światowej w 1945. 
Początki chrześcijaństwa na ziemi gródeckiej
Prawdopodobnie na przełomie wieków XI/XII po zachodniej stronie rzeki Supraśl zbudowano gród obronny. Ceramika znaleziona na terenie grodziska datowana jest na XIII wiek. 
Pierwszym znanym właścicielem Gródka był Jan Chodkiewicz, który dobra te otrzymał z rąk króla Kazimierza Jagiellończyka w drugiej połowie XV wieku za udział w wojnie z Krzyżakami.
Chodkiewiczowie herbu Kościesza pod koniec XV wieku zbudowali tu zamek, a Aleksander Chodkiewicz sprowadził z Ławry Pieczerskiej z Kijowa mnichów i ufundował klasztor. 
Pierwszą cerkiew pw. Jana teologa zbudowano w Gródku w  1498. Po przeniesieniu się zakonników do Supraśla była ona świątynią zamkową, a po śmierci fundatora w 1549 parafialną. Kolejna świątynia, zbudowana około 1788, dotrwała do 1943, kiedy to spłonęła.		
Nie wiadomo, kiedy po zawarciu unii brzeskiej w 1596 prawosławni z Gródka przyjęli katolicyzm w obrządku wschodnim, zwanym greckokatolickim lub unickim. Parafia unicka pw. Zaśnięcia Panny Maryi istniała tu prawdopodobnie przez ponad dwa stulecia i w tym czasie nie było tu wyznawców prawosławia. Gdy po traktacie tylżyckim powiaty białostocki, bielski, drohicki i sokólski włączono w 1807 do Rosji. 15(27) października tegoż roku car Aleksander I wydał manifest, zapewniając mieszkańców nowego obwodu: ”...Wszystkie prawa i przywileje wasze zostaną nieodjętymi. Wyznanie religii waszej w całości się zachowa...”. 
23 marca 1839 jego następca car Mikołaj I wcielił w życie akt włączający katolicki Kościół unicki w Imperium Rosyjskim do Cerkwi Prawosławnej. Atmosferę towarzyszącą wprowadzaniu prawosławia w pobliskim Supraślu oddaje relacja jednego z zakonników: ”...Liczymy, że niezbędnym jest przekazać opowieść jednego podstarzałego księdza, jeszcze dość zdrowego, który w tym czasie uczył się w Szkole Supraskiej, o tym jak lud żegnał się z unią. Przed rozbiórka organów i bocznych ołtarzy tłum wypełniał cerkiew klasztorną, która była otwarta dniem i nocą. Na organach grano bez przerwy przez kilkanaście dni, lud leżał krzyżem w świątyni, śpiew pieśni ze śpiewnika głośno rozlegał się w cerkwi i na dziedzińcu klasztornym, którą lud ze łzami śpiewał po raz ostatni...”. Kilkusetletni czas obecności kościoła katolickiego obrządku wschodniego na tych ziemiach dobiegł końca.
W pobliskiej osadzie Królowy Most jej właściciele, katolicy Sakowicze około 1850 wystąpili o pozwolenie na budowę kaplicy. Pozwolenia udzielono pod warunkiem, że budynek nie będzie posiadał widocznej wieży. Kaplica, do dziś istniejąca, została wybudowana około 1860, ale już w 1863 została ona w trakcie Powstania Styczniowego odebrana katolikom i przekazana prawosławnym.
Powstanie parafii rzymskokatolickiej w Gródku
Od 1916 katolicy z Gródka i okolic należeli do parafii pw. Opatrzności Bożej w Michałowie. Inicjatorem budowy kościoła w Gródku był proboszcz parafii michałowskiej, ks. Tadeusz Szadbey, który na początku 1933 powołał Komitet Budowy Kościoła w Gródku. W ciągu czterech lat zbudowano murowany kościół pw. Najświętszego Serca Jezusowego w stylu  neoromańskim, który 6 października 1937 konsekrował ksiądz arcybiskup metropolita wileński Romuald Jałbrzykowski. Jego rektorem, jako że początkowo kościół był filią parafii Michałowo, został ks. Bronisław Siepak.
Do maja 1940 ks. Siepak kontynuował budowę kościoła. W tym czasie zbudowano m.in. schody przed wejściem do świątyni, otynkowano dzwonnicę, zainstalowano balustradę na chórze. Po aresztowaniu go i wywiezieniu w głąb Rosji przez sowieckie władze okupacyjne wierni pozostali bez pasterza do czerwca 1941, gdy nowym rektorem został mianowany ks. Marian Jacewicz.
Odpowiadając na prośbę mieszkańców Gródka i okolicznych wsi arcybiskup Romuald Jałbrzykowski 9 października 1945 erygował parafię w Gródku. Dekret erekcyjny parafii umieszczony został pod numerem 157/45 w Kurii Metropolitalnej Wileńskiej w Białymstoku.
W skład parafii, mającej wówczas 613 parafian, weszły: Gródek, stacja, majątek oraz wieś Waliły, Bielewicze, Straszewo, Załuki, Zarzeczany, Mieleszki, Słuczanka, Dzierniakowo, Pieszczanniki, kolonia Piłatowszczyzna, Radulin, Sofipol, Królowe Stojło, Józefowo, Wierobie. 
Dwa lata później do parafii włączono Królowy Most, a 14 lipca 1952 Downiewo i Przechody.

## Świątynie
Kościół parafialny
- Kościół pw. Najświętszego Serca Pana Jezusa w Gródku

Kościoły filialne i kaplice
- Kaplica pw. św. Anny w Królowym Moście

## Proboszczowie
Posługę kapłańską pełnili księża:

- 1945-1959 ks. Marian Jacewicz,
- 1959-1974 ks. Jan Chmielewski
- 1974-1984 ks. Tadeusz Baluk,
- 1984-1992 ks. Jan Trochim
- 1992–1996 ks. Ryszard Paszkiewicz
- 1996-2005 ks. Andrzej Sadowski
- 2005-     ks. Stanisław Kochanowski.

## Liczba wiernych i zasięg terytorialny
Parafia liczy ok. 1350 osób. W granicach parafii znajdują się miejscowości: 

- Gródek,
- Bielewicze,
- Downiewo,
- Grzybowce,
- Józefowo,
- Królowe Stojło,
- Królowy Most,
- Mieleszki,
- Pieszczaniki,
- Piłatowszczyzna,
- Przechody,
- Radunin,
- Skroblaki,
- Słuczanka,
- Sofipol,
- Straszewo,
- Waliły-Dwór,
- Waliły-Stacja,
- Waliły,
- Wierobie,
- Załuki
- Zarzeczany